# Lucie Canal
Pour les articles homonymes, voir Canal.
Pas d'image ? Cliquez ici

a Compétitions nationales et continentales officielles uniquement.

b Matchs officiels uniquement.
Lucie Canal, née le 16 février 1988, est une joueuse internationale française de rugby à XV, évoluant au poste de troisième ligne centre.
Sa sœur ainée, Claire Canal, est également une joueuse de rugby à XV.

## Biographie
Formée à Pontivy, après avoir suivi les traces de sa sœur ainée Claire, où elle commence la pratique du rugby à XV à l'âge de treize ans, elle joue au Stade rennais rugby et travaille à la Sécurité sociale.
Lucie Canal connaît sa première sélection en équipe nationale en 2009 avec le XV de France féminin. 
En 2016, elle décide de se réorienter en volleyeuse et rejoint l'effectif de la Jeanne d'Arc de Rennes en équipe 1.